# Ольгинский хребет
Ольгинский хребет — низкогорный массив (максимальная высота — 825 м ВУМ) в системе гор Сихотэ-Алиня, в юго-восточной (япономорской) его части. Тянется в широтном направлении с запада на восток к япономорскому побережью Приморья. Другие значительные вершины — горы Лысая (725 м ВУМ) и Рассыпная (711 м ВУМ) — расположены соответственно в южной и восточной частях хребта недалеко от побережья моря. Ближайшие посёлки — Маргаритово, Бровки, Щербаковка.

## Флора и фауна
Флора и фауна хребта типична для юго-восточного Приморья, где доминирует относительно мягкий муссонный климат (средняя температура января — −8 °C). В горах преобладают хвойные породы деревьев, в нижнем ярусе — широколиственные леса, лианы (лимонник китайский) и кустарники: боярышник, шиповник, амурский виноград. Крупнейшая роща тиса на Дальнем Востоке. Из млекопитающих отмечены амурский тигр, уссурийский медведь, амурский горал и другие типичные дальневосточные виды.

## Гидрография
В районе хребта преобладает умеренный муссонный климат, поэтому он хорошо обводнён. Стекающие с его склонов речки и ручьи принадлежат бассейнам рек Маргаритовка (и её приток — р. Кислая) на юге и Васильковка на севере. Сам хребет таким образом занимает их междуречье. Другие речки стекают непосредственно с хребта в море — Петропавловка и Гузева.